# محمدعلیلو (خداآفرین)
محمدعلیلو یکی از روستاهای استان آذربایجان شرقی است که در دهستان گرمادوز غربی بخش منجوان شهرستان خداآفرین واقع شده‌است.